# Червенік
Червенік (словац. Červeník) — село в окрузі Глоговец Трнавського краю Словаччини. Площа села 9,94 км². Станом на 31 грудня 2015 року в селі проживало 1664 жителі.
Розташоване на березі річки Ваг.

## Історія
Перші згадки про село датуються 1113 роком.

## Населення
| Рік:            | 1994. | 2004.   | 2014.    | 2024.   |
| --------------- | ----- | ------- | -------- | ------- |
| Кількість осіб: | 1420  | 1495    | 1669     | 1691    |
| Різниця:        |       | +5,28 % | +11,63 % | +1,31 % |

| Рік:            | 2023. | 2024.   |
| --------------- | ----- | ------- |
| Кількість осіб: | 1686  | 1691    |
| Різниця:        |       | +0,29 % |